# Château de Broussette
Le château de Broussette est un château situé sur la commune de Reilhac dans le Cantal.

## Description
Le château est composé d'une tour carrée datée du XVe siècle, comportant quatre étage voûtés d'où on accédait par un escalier extérieur en bois, par une ancienne porte au second étage. La salle du premier étage, qui a une voûte ogivale, est accessible par une porte sur le linteau de laquelle se trouve la même inscription, en lettres gothiques cursives, que sur la porte d'accès à la tour de Pesteils: 
Christus rex venit in pace, Deus homo factus est.
Corps de logis rectangulaire du début du XIXe siècle.
Le château comprend aussi une chapelle ogivale du XVe siècle très bien conservée.

## Historique

### Famille Fabri
- Benoit Fabri, fils de Guillaume Fabri, seigneur de Jussac, dirigeait les travaux de l'artillerie  du Louvre, et habitait Broussette où
- son fils Eustache Fabri, bailli des Montagnes d'Auvergne, a fait construire la chapelle de Broussette en 1335. Il est enterré en 1354 dans une autre chapelle qu'il avait fondée à l'église de Saint-Paul-des-Landes.

### Familles de Cayrac, puis d'Escorailles
C'est par le mariage - vers 1380 - d'Humberte Fabri, fille d'Eustache Fabri, avec Jean de Cayrac que Broussette passe à la famille Cayrac.
En 1464, Jean de Cayrac est seigneur de Broussette. Il semble qu'il meurt sans enfant, et que cette terre passe à la maison d'Escorailles à la suite d'une transaction passée, en 1571, entre un Antoine de Cayrac et Guyon d'Escorailles. Jeanne d'Escorailles est dame de Broussette en 1592.

### Famille de Roquemaurel, puis de Veyre
Après Jeanne d'Escorailles, Broussette appartint successivement à deux Roquemaurel, Antoine et Gabriel, son fils. Catherine de Roquemaurel, fille du dernier, épousa en 1638 Charles de Veyre , fils cadet de Guy, et lui porta la terre de Broussette.

### Famille Delzons
La famille Delzons, a donné de nombreux hommes de Lettres:
- Alexandre Delzons (1800-1859), fils du Général d'Empire Alexis Joseph Delzons (1775-1812), était président du tribunal d'Aurillac. Il a fait d'importantes études historiques sur la région d'Aurillac au Moyen Âge.
- Sa fille Aglaée, qui a passé son enfance à Broussette, a été la mère des trois frères Charmes :
  - Francis Charmes, directeur de la Revue des deux Mondes ,
  - Xavier (1849-1919), fondateur du Comité des travaux historiques et scientifiques au ministère de l'Instruction publique, membre de l'Académie des sciences morales et politiques,Nommé tuteur de ses neveux Delzons, Xavier s'occupa d'entretenir le parc de Broussette.
  - Gabriel (1850-1886), brillant écrivain au Journal des débats, auteurs de nombreuses études sur la Turquie, la Palestine, l'Égypte, le Maroc.

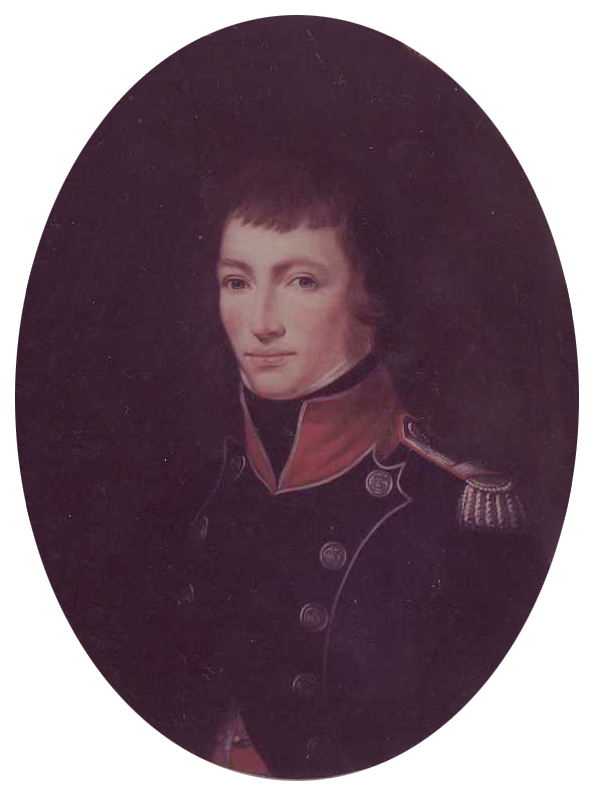
Le général Delzons